# Mirosław Krzysztofiak
Mirosław Krzysztofiak (ur. 1 września 1927 w Młodzieniówce na Ukrainie, zm. 6 lipca 2018) – polski ekonomista, profesor nauk ekonomicznych, nauczyciel akademicki wielu uczelni, w latach 1985–1987 rektor Uniwersytetu Gdańskiego. Specjalista w zakresie statystyki ekonomicznej i informatyki. 

## Życiorys
W 1943 został wywieziony na roboty przymusowe do Niemiec. W 1945 osiadł w Kwidzynie. Ukończył tam szkołę średnią. W latach 1947–1949 był pracownikiem Rejonowego Kierownictwa Robót Wodno-Melioracyjnych. Następnie pracował w Polskich Zakładach Zbożowych w Gdańsku. W 1948 rozpoczął studia w Wyższej Szkole Handlu Morskiego w Gdyni (z siedzibą w Sopocie - przemianowanej w 1952 na Wyższą Szkołę Ekonomiczną w Sopocie) i w 1950 został tam asystentem w Katedrze Statystyki. W 1953 obronił pracę magisterską, w 1959 uzyskał stopień naukowy doktora za pracę Badania wydajności pracy robotników przeładunkowych w polskich portach morskich w latach 1950—1957” (na przykładzie Zarządu Portu Gdynia) (promotor: prof. Bolesław Kasprowicz), a w 1963 doktora habilitowanego. W 1970 został pracownikiem nowo utworzonego Uniwersytetu Gdańskiego. W 1971 uzyskał tytuł profesora nadzwyczajnego, a w 1977 profesora zwyczajnego. Pełnił funkcję dziekana Wydziału Ekonomii Produkcji Uniwersytetu Gdańskiego (1970–1972), prorektora tej uczelni (1972–1980) a w latach 1985–1987 jej rektora.
Od 1951 był członkiem PZPR, w latach 1956–1958 i 1962–1964 I sekretarzem Komitetu Uczelnianego.
Był także wykładowcą Wyższej Szkoły Administracji i Biznesu im. Eugeniusza Kwiatkowskiego w Gdyni.
W PRL został odznaczony Krzyżem Kawalerskim Orderu Odrodzenia Polski.

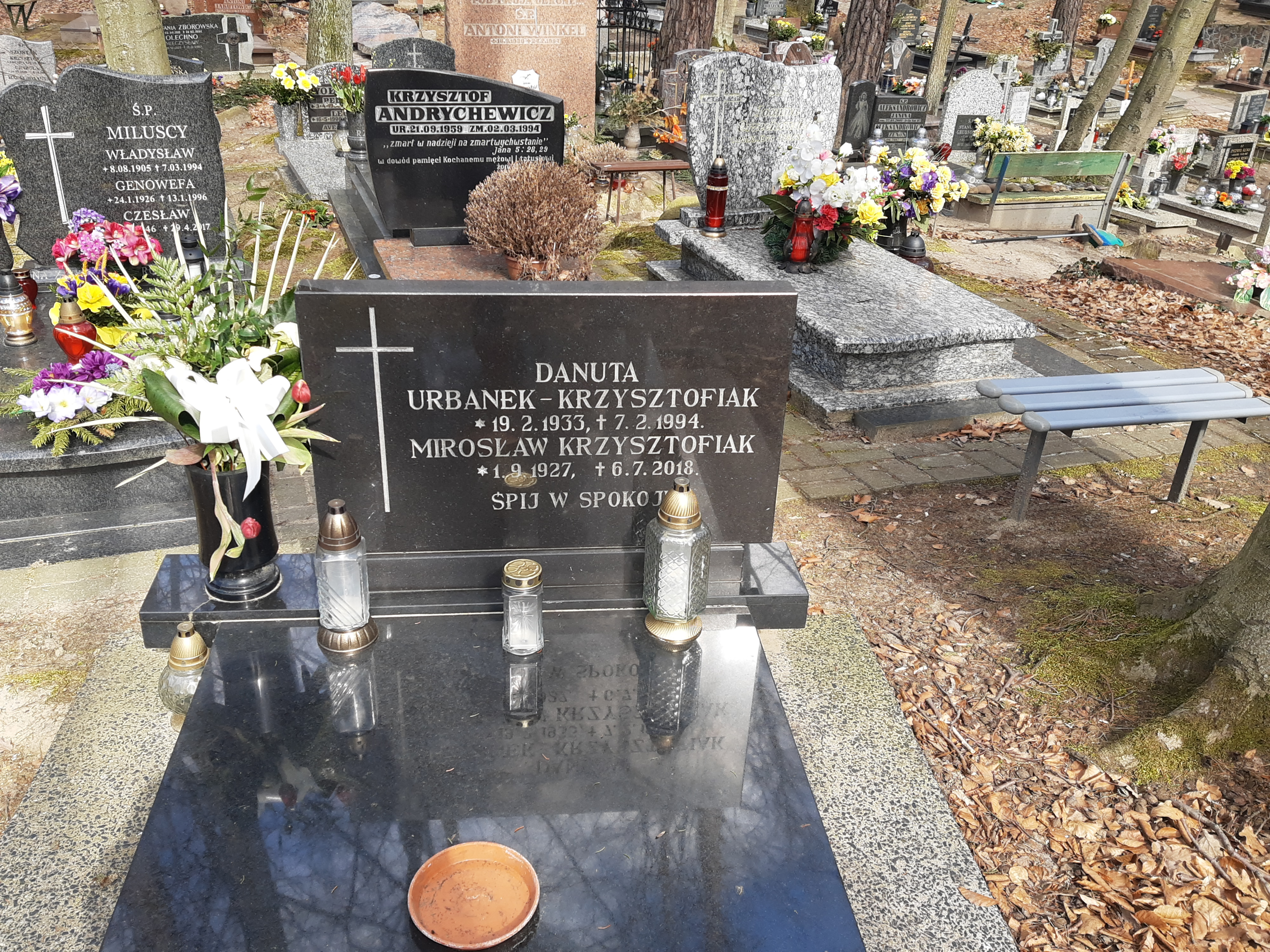
Grób prof. Mirosława Krzysztofiaka i Eugenii Urbanek-Krzysztofiak na cmentarzu komunalnym w Sopocie

9 lipca 2018 został pochowany na cmentarzu komunalnym w Sopocie (kwatera N4-18-9).